# 安娜萊娜·貝爾伯克
安娜萊娜·貝爾伯克（德語：Annalena Baerbock，發音：[anaːˌleːnaː ˈbɛːɐ̯ˌbɔk] ⓘ；1980年12月15日—）是一名德國政治家，候任聯合國大會主席，曾任德国外交部长。自2013年以來，在德國聯邦議院中擔任議員，目前為德國綠黨兩位聯席領袖之一。貝爾伯克是2021年德國聯邦議院選舉中绿党的总理候选人，是绿党第一个有能力竞争总理职位的候选人，也是德國歷史上繼梅克爾以後，主要政黨提名的第二個聯邦總理的女性候選人。選後，綠黨加入了以蕭茲為首的聯合政府，貝爾伯克成為德國第一位女性外交部長。

## 政治生涯
在其國會的首個任期中，貝爾伯克曾擔任經濟和能源委員會及歐洲事務委員會的成員。在議會小組中，她擔任氣候政策發言人。
2018年1月27日，她在漢諾威舉行的綠黨全國代表會議中，與羅伯特·哈貝克被共同推選為黨主席。
2021年德國聯邦議院選舉，他們領導該黨在全國獲得14.8%選票，更在國會中取得118個議席，為綠黨創黨以來最好表現。大選後，她帶領綠黨與德國社民黨和自由民主黨組成新一屆聯合政府。
2021年12月8日，貝爾伯克獲提名為外交部長，成為德國歷史上的第一位女性外交部長。
在2021年12月，貝爾伯克訪問華沙，並會晤了時任波蘭外交部長饒兀。她表達了德國對波蘭阻止白俄羅斯難民進入歐盟的支持。
在2021年12月，貝爾伯克警告，阿富汗正在「成為這個時代最嚴重的人道災難」，並表達對阿富汗經濟崩潰與2400萬人急需人道協助的憂心。她表示，「我們無法允許幾十萬人因為我們不想有所作為而死」，她允諾加速撤離15000名處於弱勢的阿富汗人，包含曾替德國政府工作的員工與其家屬。
在2022年2月，貝爾伯克支持環球銀行金融電信協會排除俄羅斯，斷絕其外滙交易能力，以懲其入侵烏克蘭。但她拒絕提供德國武器給烏克蘭，認為烏俄危機應該用外交手段解決。她認為，提供更多武器只會讓更多無辜的百姓陷於險境。隨著4月起俄軍接連遭揭發對烏平民的暴行，她轉而支持贈重型武器予烏克蘭。
2025年6月2日，贝尔博克當選联合国大会主席。

## 政治主張
貝爾伯克主張歐盟統一對俄羅斯與中華人民共和國採取更強硬的外交政策。她支持北約東進，並希望能加強與美國的合作。她也期待歐洲能在世界扮演維護和平的角色。
就能源議題，她反對北溪2号天然氣管的建造。
她支持更積極的能源轉型，以達到巴黎協定中，全球溫度上升1.5度的目標。同時她也期盼德國在2030年前，能完全去除燃煤發電。

## 政治言论
2022年8月1日，在参加联合国《不扩散核武器条约》审议会议时，德国外长贝尔伯克警告称，若中国大陆对台湾动手，德国将给台湾提供支持。她表示：“当国际法被违反，一个较大的邻国违反国际法攻击其较小的邻国时，我们不接受——当然这也适用于中国。”贝尔博克发表这一声明之际，美国众议院议长南希·佩洛西访问台湾，美国和中国之间的紧张局势加剧。中国外交部发言人华春莹驳斥涉台其“违反国际法”言论缺乏历史常识，也不符合事实，并明确表示反对。德国政府和外交部发言人表示德国仍然致力于“一个中国政策”，呼吁缓和台海局势。
2023年2月18日，贝尔伯克在慕尼黑安全会议上表示，俄罗斯总统普京必须做出“360度转变”，以确保乌克兰的安全。就此，俄罗斯联邦安全会议副主席梅德韦杰夫当天嘲讽贝尔伯克是“几何大师”，他提醒，“360度转变”意味着保持不变。此前，梅德韦杰夫也曾在推特发文评论贝尔伯克涉俄言论，并称后者为“彻头彻尾的傻瓜”。
2023年4月中旬贝尔伯克访华，与中国国务委员兼外交部长秦刚在北京进行第六轮中德外交与安全战略对话后，举行联合新闻发布会表示，全球50%的贸易经过台湾海峡，如果军事升级，这对全世界来说将是一个可怕的场景。因此，德国和欧洲非常关注台湾海峡日益紧张的局势，冲突只能和平解决，不能接受单方面暴力改变现状。秦刚强调德国表态坚持一个中国原则就不应担心台海问题。贝尔伯克在2023年8月提到，中国威胁到了“我们如何在这个世界上共同生活的基础”。
2023年9月14日，贝尔伯克访美期间接受福克斯新闻采访时使用“独裁者”一词形容中华人民共和国领导人习近平。这是继美国总统乔·拜登6月在加州筹款会上脱口而出之后的第二例。这一说法在中方引发强烈反弹，中国方面谴责德国外长贝尔伯克相关言论是“政治挑衅”。中国外交部发言人毛宁称德方的言论极其荒谬，严重侵犯中方政治尊严，是公开的政治挑衅。德国外交部发言人随后宣布，其驻北京大使已被中方召见。

## 荣誉

### 外国勋章奖章
- 三等智者雅罗斯拉夫王公勋章（英语：Order of Prince Yaroslav the Wise）（乌克兰，2023年12月28日公布[34]）